# Julliljesläktet
Julliljesläktet (Blandfordia) är det enda släktet inom familjen julliljesväxter (Blandfordiaceae). Alla de fyra arterna förekommer i Australien.